# Erich Schwinge
Erich Schwinge, född 15 januari 1903 i Jena, död 30 april 1994 i Marburg, var en tysk militärjurist.
År 1931 blev han professor i rättsvetenskaper och skrev från 1936 under nazitiden aktuella lagkommentarer till den tyska militärstraffrätten.